# Andreas Deja
Andreas Deja (1 de abril de 1957), es un animador de Walt Disney Animation Studios conocido por crear a algunos personajes principales de películas como Hércules en Hércules, Scar de El Rey León, Jafar de Aladdín, y Gastón de La Bella y la Bestia. Deja fue galardonado con el premio Winsor McCay Award.

## Primeros años
Andreas Deja nació en 1957 en Gdańsk, Polonia. Se mudó con su familia a Dinslaken, Alemania en 1958. Deja cuenta que la primera película de Disney que vio, El Libro de la Selva (a sus 11 años de edad), lo motivó para convertirse en animador. Después de graduarse en el Theodor-Heuss Gymnasium (escuela secundaria), estudió diseño gráfico en el Folkwang Hochschule en Essen, Alemania.

## Carrera
Como fan de las películas animadas de Disney, Deja fue contratado por el estudio en 1980 después de que él había mantenido correspondencia con Eric Larson. La primera película en la que trabajó fue El Caldero Mágico, un periodo de tiempo durante el cual compartió cubiculo con Tim Burton.
Durante sus días de novato en Disney, Deja buscó la asesoría práctica de los entonces siete sobrevivientes de los Nueve Ancianos (que ya se habían retirado para cuando el comenzó). Deja declaró que si el podcast necesitaba algo sobre los Nueve Ancianos, podía referirse a él debido a la enorme cantidad de información que ha reunido durante varios años En una de sus últimas declaraciones reveló su deseo de publicar un libro sobre los Nueve Ancianos.
Deja es conocido por ser el supervisor de animación de algunos de los más memorables villanos de Disney: Gastón de La bella y la bestia, Jafar en Aladdín y Scar en El Rey León. También animó a Roger Rabbit en ¿Quién engañó a Roger Rabbit?, al Rey Tritón de La sirenita), al personaje principal en Hércules, a Lilo en Lilo y Stitch, y a la Reina Narissa en Encantada. Además, actualmente es el responsable de la animación de Mickey Mouse.
En el 2006, en la entrega 35th Annie Awards, Deja fue galardonado con el premio Winsor McCay Award por su destacada contribución al arte de la animación.
El 2 de febrero de 2010 Andreas apareció en un programa para niños de la BBC llamado Blue Peter para promocionar la película La Princesa y el Sapo en el Reino Unido. Allí relató como inventó la mirada para el personaje de Mamá Odie, y como los ojos son claves en el diseño de animación mostrando como los ojos de Jafar dicen que él es "hasta el resultado fue negativo ". Andreas últimamente trabajó animando a Tigger en la película de 2011 de "Winnie the Pooh".
Deja creó un blog donde comparte algo de su colección sobre el trabajo de los Nueve Ancianos.

## Vida personal
Deja es declaradamente gay. Su sexualidad ha sido mencionada como una influencia sobre el desarrollo de algunos personajes de Disney.

## Filmografía
- Animador: Gurgi, Dallben, Hadas - The Black Cauldron (1985)
- Animador: Reina Ratonia - The Great Mouse Detective (1986)
- Supervisor de animación: Roger Rabbit, Bongo el Gorila, Mickey Mouse, personajes adicionales - ¿Quién engañó a Roger Rabbit? (1988)
- Diseño de personajes - Oliver y su pandilla (1988)
- Supervisor de animación: Rey Tritón, Vanessa - La sirenita (1989)
- Supervisor de animación - El príncipe y el mendigo (1990)
- Supervisor de animación: Gastón y LeFou - La bella y la bestia (1991)
- Supervisor de animación: Jafar - Aladdín (1992)
- Supervisor de animación: Scar - El rey león (1994)
- Supervisor de animación - Runaway Brain (1995)
- Supervisor de animación: Hércules adulto - Hércules (1997)
- Animador: John el volador y el mono en "Rhapsodia en azul" / Mickey Mouse - Fantasia 2000 (1999)
- Diseño de personajes (Y casi supervisor de animación): Yzma - Las locuras del emperador (2000)
- Supervisor de animación: Lilo - Lilo & Stitch (2002)
- Supervisor de animación: Wesley - Home on the Range (2004)
- Consultor de animación - Mickey, otra navidad juntos (2004)
- Consultor de animación - Bambi II (2006)
- Animación de personajes: Reina Narrisa - Encantada (2007)
- Animador: Goofy - How to Hook Up Your Home Theater (2007)
- Supervisor de animación: Mama Odie / Juju - The Princess and the Frog (2009)
- Supervisor de animación: Tigger - Winnie the Pooh (2011)